# Sangalopsis xenopithea
Sangalopsis xenopithea är en fjärilsart som beskrevs av Druce 1885. Sangalopsis xenopithea ingår i släktet Sangalopsis och familjen mätare. Inga underarter finns listade.